# Mamrie Hart
Mamrie Lillian Hart (Boonville, Carolina del Norte; 22 de septiembre de 1983) es una actriz estadounidense, comediante, escritora y cantante.

## Vida personal
Mamrie Lillian Hart nació en Nueva Jersey, y fue criada en Boonville, Carolina del Norte. Tiene su hermano David y una hermana Annie. Mientras que la pronunciación de su nombre confunde a las personas, ella ha dicho que su nombre es un tributo a su abuela, Lilliam Mamrie. Se graduó como Bachiller en Artes en teatro en [[UNC-Chapel Hill]. Al graduarse se mudó a New York para seguir actuando seriamente."
Hart está actualmente en una relación de larga duración con Seth Keal. Ella divide su tiempo entre New York y Los Ángeles.

## Carrera

### Cudzoo and the Faggettes
Cudzoo and the Faggettes es una banda conocida por su buen humor, contenido lírico cargado de insinuaciones y espectáculos en vivo. Mamrie ‘Mametown’ Hart unió fuerzas con Erin ‘E-Bomb’ McCarson y Jessica ‘J-Train’ Bartley y formaron una banda llamada "Cudzoo & the Faggettes". Se les ocurrió el nombre porque "Cudzoo" fue el tipo de vino japonés que les gustaba, del cual alteraron su pronunciación. The Faggettes son su banda de acompañamiento. Se refieren a su propio estilo como una mezcla entre doo wop sucio y rock vintage. Algunas veces hacen presentaciones en New York aunque la banda se encuentra actualmente en un hiatus, debido a que Hart está viviendo en Los Angeles. 
Han lanzado dos álbumes, The Prettiest Girls With The Filthiest Mouths (2009) and Daddy Issues (2012). Los sencillos más notables son Daddy Issues y New York Girls.

### YouTube
Mamrie se unió a YouTube el 20 de junio del 2009. Empezó con su canal principal, You Deserve A Drink ("YDAD"), el 13 de marzo de 2011, donde principalmente subió semanalmente vídeos instruccionales, con un coctel único presentado en cada vídeo, permitiéndole combinar su experiencia como bartender con la comedia. Los vídeos contienen referencias de cultura popular, insinuaciones sexuales y una gran cantidad de chistes, y ocasionalmente hace bebidas para celebridades que ella piensa que necesitan una bebida ("You Deserve a Drink"). Una vez que la bebida es terminada, Mamrie anima a los espectadores a hacer el cóctel y volver a ver el vídeo usando un drinking game donde, el participante tiene que beber cada vez que ella haga un chiste.
Periódicamente colabora con otros Youtubers, como Hannah Hart creadora de My Drunk Kitchen, Grace Helbig (creadora de DailyGrace), Tyler Oakley, Miranda Sings, Mitchell Davis, Hank Green, Michael Buckley, entre otros. Ella ha actuado en otros vídeos de otros Youtubers como Rainn Wilson's Soul Pancake y protagoniza en Sing-A-Gram en My Damn Channel.
El 7 de mayo de 2013, Mamrie introdujo a su audiencia su segundo canal en Youtube, Mametown por medio de su Tumblr. Antes de esto, la cuenta no contaba con vídeos a pesar de haber sido creada en 2009. En este canal, Hart subirá vídeos no relacionados con YDAD. Inicialmente le pidió a su audiencia  que le recomendará que debería subir al canal.

### Upright Citizens Brigade
Mamrie escribió y actuó en sketches con [Upright Citizens Brigade]] en el Chelsea localizado en Brooklyn, New York. Una colaboración recurrente con Stephen Soroka bajo el título de BOF (best of friends, rhymes with "oaf") was nominated for Best Sketch Group at the 2010 and 2011 ECNY Awards. Además, Hart ha escrito y protagonizado con Gabe Liedman y Jim Santangeli en el sketch cómico en línea de Cooking Channel's, Fodder.

### #NoFilter
En 2013, Grace Helbig, Hannah Hart y Mamrie Hart crearon un show en vivo al que llamaron #NoFilter con sketches cómicos, improvisación, regalos y canciones. Al contrario de otros shows en vivos, ellas incentivaron a los espectadores a documentar todo el show. Además interpretaron fan fiction escrita por su propia audiencia, la cual incluye a las tres mujeres.

### TV
Mamrie ha aparecido en varios comerciales de televisión, incluyendo una campaña para La-Z-Boy con Brooke Shields. Además, estuvo en el Comedy Week de Youtube que empezó el 19 de mayo de 2013.

### Camp Takota
El 2 de agosto de 2013, Grace Helbig anunció en el escenario principal de Vidcon 2013 que protagonizará su primera película junto con sus dos mejores amigas, Hannah Hart y Mamrie Hart. "Camp Takota" presenta a Helbig como una joven de veintitantos quién decide dejar su trabajo en una gran ciudad para regresar a su viejo campamento de verano, donde se reúne con sus viejas amigas interpretadas por Hannah y Mamrie. La filmación de la película, dirigida por The Riedell Brothers, empezó el 12 de agosto de 2013 en California.

### Entrevistas y biografías
- Biografía de Mamrie Hart en Upright Citizens Brigade website

- Datos: Q13560261
- Multimedia: Mamrie Hart / Q13560261